# Eutelia polychordana
Eutelia polychordana là một loài bướm đêm trong họ Noctuidae.